# 梅田悟司
梅田 悟司（うめだ さとし、1979年 - ）は、日本のコピーライター・コンセプター、実業家。武蔵野大学アントレプレナーシップ学部教授。

## 人物・来歴
カンヌ広告賞、レッドドット賞、グッドデザイン賞など国内外30以上の賞を受ける。CM総合研究所が発表するコピーライタートップ10に、2014～2017年と4年連続選出。
横浜市立大学客員研究員、多摩美術大学非常勤講師を務め、日本デザイン学会正会員である。2022年4月より武蔵野大学アントレプレナーシップ学部教授。
2018年に電通を退職し、インクルージョン・ジャパン株式会社に加入した。
2019年7月31日、テレビ朝日「あいつ今何してる?」に出演。著作権を侵害する内容が著作者に伝わり、後日ツイートで謝罪した。

## 受賞歴
- カンヌ広告賞
- レッドドット賞[7]
- グッドデザイン賞[8][9]
- 観光庁長官表彰
- ACC審査員特別賞
- TCC新人賞
- 日本パッケージデザイン大賞[10]
- ギャラクシー賞
- CM総合研究所：2014～2017年コピーライターランキングトップ10選出

## 著書
- キミに残す手紙（2009年、講談社）ISBN 4062158213
- 誤解されない話し方（2010年、講談社）ISBN 4062726564
- 二十年先の未来はいま作られている（2012年、日本経済新聞出版社、編共著）ISBN 4532355249
- 企画者は3度たくらむ（2015年、日本経済新聞出版社）ISBN 4532319838[11]
- 企画者は3度たくらむ／韓国語翻訳版（2016年、Tornade Publishing）[12]
- 「言葉にできる」は武器になる。（2016年、日本経済新聞出版社）ISBN 4532320755[13]
- 捨て猫に拾われた男（2017年、日本経済新聞出版社）ISBN 4532176212
- 気持ちを「言葉にできる」魔法のノート（2018年、日本経済新聞出版社）ISBN 453232212X

## 連載
- 親孝行高校（R25：連載終了）

## メディア出演歴
- NHKおはよう日本
- TBSひるおび！
- NTV音竜門
- 日本経済新聞[14]
- 毎日新聞
- 朝日中高生新聞
- 日経エンタテインメント
- AERA
- Yahooトップニュース
- ぴあ　など

## 主な仕事
- 日本コカ・コーラ／ジョージア『世界は誰かの仕事でできている。』
- 日本コカ・コーラ／ジョージア40周年『この国を、支えるひとを支えたい。』
- リクルート／タウンワーク『その経験は味方だ。』『バイトするなら、タウンワーク。』
- TBSテレビ／日曜劇場：コミュニケーション・ディレクター（2016年1月 - ）
- 東北六魂祭実行委員会／東北六魂祭：事業構想メンバー
- キリンビバレッジ／キリンのやわらか天然水：製品開発
- ユニ・チャーム／ムーニー『ほしのかずだけ(ムーニーブランドソング)』ほか